# Emiliano Tellechea
Emiliano Mathias Tellechea (Montevideo, 5 luglio 1987) è un calciatore uruguaiano, centrocampista del Las Palmas.

## Caratteristiche tecniche
È un esterno destro.

## Carriera
È cresciuto nelle giovanili dei Montevideo Wanderers.